# Hoessein bin al-Abdoellah

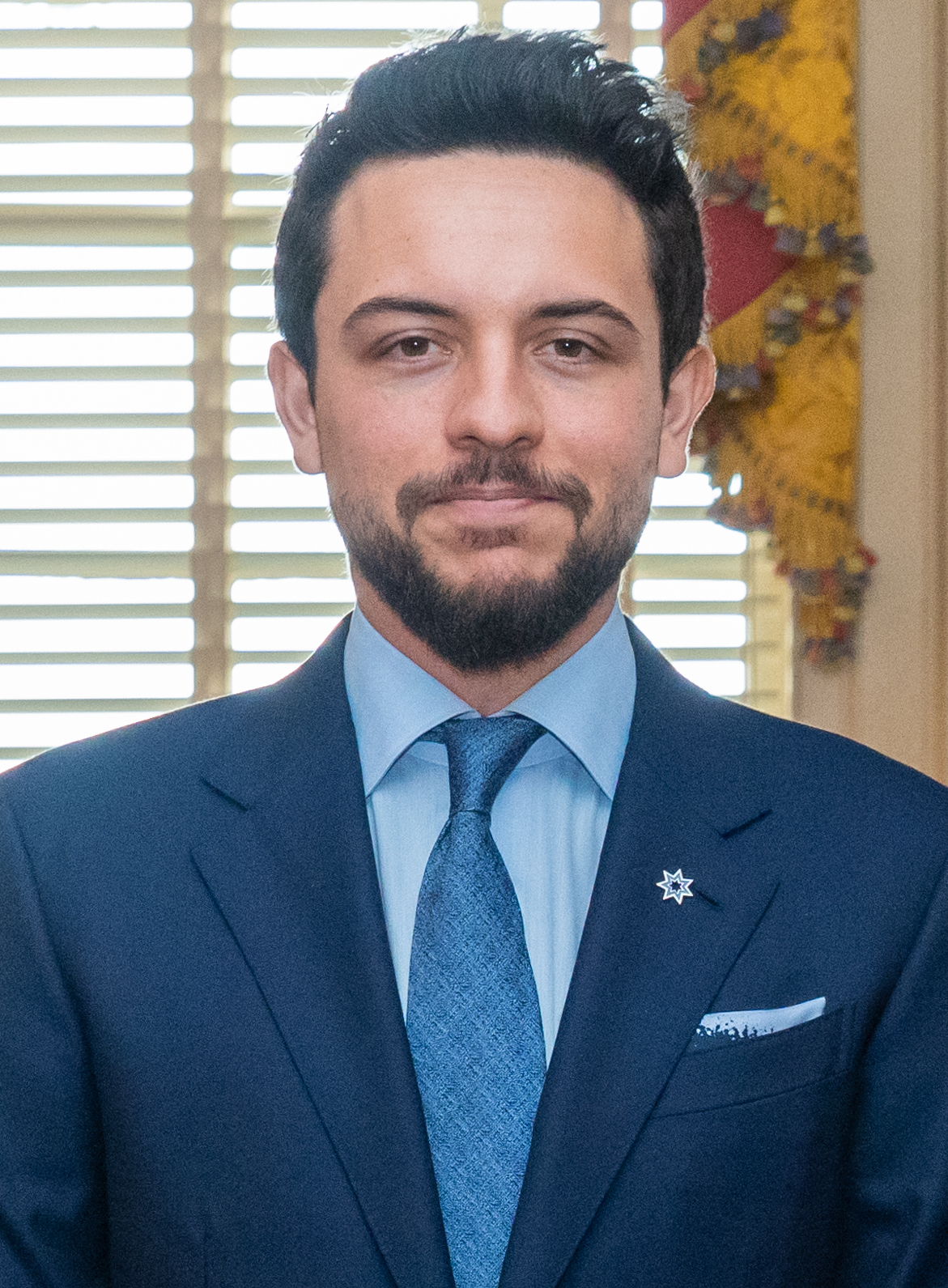
Prins Hoessein in 2021

Hoessein bin al-Abdoellah (Arabisch: الحسين بن عبدالله, Al-Ḥusayn ibn ʿAbd Allāh) (Amman, 28 juni 1994) is de oudste zoon van koning Abdoellah II van Jordanië en koningin Rania.
Kroonprins Hoessein is een lid van de Hasjemitische koninklijke familie en geldt als een directe afstammeling van de profeet Mohammed. Een koninklijk decreet van 2 juli 2009 maakte hem tot kroonprins van Jordanië.
De kroonprins verloofde zich in augustus 2022 met de Saoedische Rajwa Al Saif. Het stel trouwde op 1 juni 2023.
Het echtpaar heeft een kind:
- prinses Iman (geboren op 3 augustus 2024)